# Контрада Ре ди Копе (Кјети)
Контрада Ре ди Копе (итал. Contrada Re di Coppe) је насеље у Италији у округу Кјети, региону Абруцо.
Према процени из 2011. у насељу је живело 178 становника. Насеље се налази на надморској висини од 296 м.